# Agneta Gussander
Ingrid Agneta Charlotte Gussander, född 7 november 1949 i Helsingfors i Finland, är en svensk konstnär. Hon är sedan 1975 gift med skulptören Magnus Persson.
Gussander, som är dotter till ekonomidirektören Gunnar Gussander och hemspråksläraren Anita Gussander, född Appelgren, studerade vid Konstfackskolan 1970–1974. 
Hon har hållit separatutställningar i bland annat Stockholm, Göteborg, Norrtälje, Genève samt på museer i Västerbotten, Östergötland, Sigtuna och Dalarna. Hon har även ställt ut i Finland och Turkiet. Hon har deltagit i samlingsutställningar på bland annat Nationalmuseum och International Drawings i England. 
Gussander har utfört offentlig utsmyckning på Karolinska sjukhuset 1985 och i Hallstavik 1987. Hon är representerad vid Statens konstråd samt kommuner och landsting i Värmland, Västerbotten och Östergötland.